# 이명박 공짜 테니스 사건
이명박 공짜 테니스 사건(李明博空짜Tennis疑惑事件)은 이명박(李明博) 전 서울 시장과 관련된 의혹 사건이다. 일부 언론에서는 황제 테니스 사건으로 지칭하기도 한다. YTN이 2006년 3월 13일 처음 보도를 하면서부터 시작되었고, YTN방송이 제기한 의혹은 거의 사실로 드러났다. 이명박 서울시장은 서울시 테니스협회의 초청을 받아 ‘공짜’ 테니스를 즐겼다가 협회측과 테니스장 운영자 사이에 이용료를 둘러싼 마찰이 빚어지자 자신이 친 이용료 600만원을 뒤늦게 지불한 것으로 밝혀졌다.

## 일자별 사건 요약
- 3월 13일
  - YTN은 이명박 서울시장이 수년간 시 산하 체육기관 등의 후원으로 황금시간대에 테니스장을 독점하면서 공짜로 "접대 테니스"를 즐겼으며 이용료 문제가 불거지자 사후에 사용료 6백만원을 별도로 지불했다고 보도했다.

- 3월 17일
  - 김한길 열린우리당 원내대표는 "한나라당은 이해찬 전 총리 골프피 3만8000원 대납과 40만원 내기골프에 대해 국정조사를 요구했다"며 "그렇다면 한나라당은 이명박 시장의 테니스 비용 2000만원을 다른 사람이 낸 것에 대해서도 국정조사를 주장해야 한다"고 공격했다.

- 3월 20일
  - 테니스 선수 출신으로, 테니스장 사용료를 대납했다는 의혹을 받고 있는 "실내 테니스장 모임"의 총무를 맡고 있는 안아무개씨는 언론사에 배포한 보도자료를 통해 "지난해 말 한국체육진흥회로부터 사용료 미납 사실을 듣고 전직 선수들이 <공짜 테니스>를 즐기는 것으로 비쳐지기 싫어 최연장자인 자신이 2000만원을 냈다"면서 "나머지 회원들에겐 나중에 여유가 생기면 각자 (내야 할) 돈을 달라고 말했다"고 밝혔다.

- 3월 21일
  - 이명박 서울시장이 전국에 폭우가 쏟아져 비 피해가 잇따르는 위급 상황에서 논란이 되는 '꽁짜 테니스'를 친 것으로 확인되었다.
  - 한나라당 박근혜 대표, 고건 전 총리, 정몽준 의원, 노태우 전 대통령 부부 등도 남산 테니스장을 이용했다는 증언이 나오면서 특정 권력자나 부유층 클럽 등의 전유물처럼 이용되어 온 것이 아니냐는 의혹을 받았다.
  - 편법 건축 의혹을 사고 있는 서울 서초구 잠원동 실내 테니스장의 천장에 이명박 서울시장의 이름 및 "용"(龍)자와 "귀"(龜)자가 들어간 상량문(上樑文)이 있어 논란이 되었다.
  - 서초구 잠원동 실내테니스장을 다녀온 열린우리당 진상조사단은 가설 건축물로 지어졌다는 실내테니스장이 샤워실과 라커룸이 2층에 1개밖에 없고, 주방시설이 있는 미니바가 딸려 있는 등 소수를 위한 시설이 실제로는 브이아이피(VIP)용을 위한 호화시설이 아니냐는 의혹을 제기했다.
  - 정태근 서울시 정무부시장은 MBC 라디오 <손석희의 시선집중>에서 "주민공청회를 통해 학교부지를 해제하지 않고 체육시설을 짓기로 했다"고 밝혔다.

- 3월 22일
  - 민주노동당 서울시당과 전국공무원노동조합 서울지역본부는 이명박 서울 시장을 특정범죄가중처벌법상 뇌물수수 및 직권남용, 직무유기 혐의로 서울중앙지검에 고발장을 제출한다고 밝혔다.
  - 국가청렴위원회는 이명박 서울시장의 `황제 테니스' 논란과 관련하여 공무원행동강령 위반 신고사건에 대한 조사에 착수했다고 밝혔다.
  - 정태근 서울시 정무부시장은 "열린우리당이 풍문을 사실인 것처럼 호도하며 이 시장 명예를 심각하게 훼손하고 있다"며 "법적 대응 등 종합적 조치를 검토중"이라고 밝혔다.
  - 미디어오늘은 이명박 시장의 미국 출장에 동행한 《조선일보》, 《중앙일보》, 《동아일보》, 《연합뉴스》, 《서울경제》, SBS, CBS, MBN 등의 기자 9명이 서울시로부터 400만원씩 지원 받아 "공짜 취재"를 했다고 보도했다. 이들은 이 시장을 근접 취재할 수 있는 거리에 있었지만, 이 시장의 테니스 논란을 전혀 보도하지 않아 결과적으로 '이명박 홍보맨'으로 전락한 것이 아니냐고 비판했다.

- 3월 23일
  - "황제 테니스장"으로 논란이 되고 있는 잠원동 실내체육관이 주민들 동의를 얻어 건립을 추진했다는 최근 서울시의 해명과는 달리 "주민공청회"는 열리지 않았고 한 차례에 그친 형식적인 사업설명회조차 일방적인 공지에 불과했던 것으로 밝혀졌다.
  - 2005년 이명박 시장의 테니스 예약을 도맡았던 것으로 알려진 서울시체육회 부회장 이아무개가 협회사무실을 폐쇄하고 잠적하였다. 그리하여 협회를 방문 조사하려던 열린우리당 "황제테니스 진상조사단"의 활동이 무산되었다.

- 3월 24일
  - 이명박 서울시장과 남산 실내 테니스장 모임에 자리를 함께 했던 서울 테니스협회 최아무개 회장이 서울시 발주 공사를 맡고 있는 건설업자인 것으로 확인됐다.
  - 열린우리당 황제테니스 뇌물의혹 진상조사단의 안민석 의원은 "지능형 교통정보 시스템 업체인 <트래픽ITS>가 서울시 도시고속도로 CCTV설치사업을 딸 수 있도록 선병석 전 서울시 테니스협회장이 중간에서 역할을 한 것으로 보고 조사 중"이라고 밝혔다고 CBS가 보도했다.
  - "실내 테니스장 모임"의 총무를 맡고 있는 안아무개씨가, 지난 20일 테니스장 사용료를 대납했다는 의혹에 대해 "생명보험 설계사로 수입이 적지 않기 때문에 재정적으로는 여유가 있는 편"이기 때문에 자신이 사용료를 냈다"고 해명했던 것과는 달리 실제로는 형편이 넉넉지 않으며 사용료 2000만원도 대출을 받아 마련한 것으로 알려졌다. (세계일보)

## 같이 보기
- 이명박에 대한 비판